# Аркадна игра
Аркадна игра е вид игрален автомат, работещ с монети.
Машината обикновено е инсталирана в обществени заведения, като например ресторанти, барове и молове. Повечето аркадни игри представляват видеоигри, слот машини, електро-механични игри или игри с награди (на английски: redemption game). Макар и не съвсем точно, златният период на аркадните игри обикновено се определя между края на 1970-те и средата на 1980-те години.
С изключение на кратък период на възобновен интерес в началото на 1990-те търсенето на аркадни игри в Западното полукълбо спада поради навлизането на домашните игрални конзоли като Sony PlayStation на Сони и Xbox на Майкрософт, които непрекъснато увеличават качеството на видеографиката и разнообразието от игри, като намаляват цените.

## История
Сред първите популярни „аркадни игри“ са най-ранните увеселителни атракциони като стрелбище, хвърляне на топка, и най-ранните монетни автомати, като например тези, които пускат късмети или свирят механична музика. Аркадните игри черпят вдъхновение и атмосфера от старите панаири и увеселителни паркове от ерата на 1920-те години (например Кони Айлънд в Ню Йорк). През 1930-те години се появяват първите монетни флипери (пинбол машини). Тези първи игрални автомати са били изработени от дърво, нямат светлини, а отчитането на точки става с механични броячи. Около 1977 г. повечето производители на флипери преминават към използване на електроника както за работата на автомата, така и при отчитането на точките.

## Технология
Почти всички съвременни електронни игри (с изключение на някои традиционни стари игри по панаирите) използват електроника, интегрални схеми и кинескопи. В миналото, монетнаите аркадни видео игри, като правило, са използвали специализирани системни платки, често с множество процесори, високо специализирани звукови и графични чипове, и най-съвременна компютърна графика. Това подтиква производството на аркадни дънни платки с по-сложна графика и звук, отколкото в игрална конзола или персонални компютри, но към 2010 година положението се променя. След тази дата хардуерът на аркадните игри често е на базата на модифицирана игрална конзола или компютърни компоненти от висок клас. Това дава възможност аркадните игри често да са по-вълнуващи и реалистични от компютърните или конзолните игри, защото включват специализирано помощно обзавеждане за създаване на обстановка и контрол: напълно затворени динамични кабини с чувствителни уреди за управление, специални светлинни пушки, прожекционни екрани, репродукции на кабината на самолет, мотоциклет и др. със съответните контролери, регулатори и сензори, включително танцувални платформи и въдици. Именно тези аксесоари отличават съвременните видео игри от другите игри, тъй като те като правило са твърде обемисти и скъпи за използване с обикновени домашни компютри и конзоли.

## Емулация
Емулатори, като MAME, които могат да работят на модерни компютри и ред други устройства, целят да запазят игри от миналото. Емулаторите позволяват на ентусиастите да играят стари видео игри, използвайки код от седемдесетте и осемдесетте години на миналия век, който се възпроизвежда от модерни софтуерни системи. Легитимни емулирани заглавия започват да се появяват още на Macintosh (1994), Sony PlayStation (1996) и Sega Saturn (1997). Аркадни игри, като Gaplus, Mappy, Space Harrier, Star Force, The Tower of Druaga, Tecmo Bowl, Altered Beast и други, се емулират през Nintendo Wii Virtual Console Service. Други класически аркадни игри, като Asteroids, Tron, Discs of Tron, Yie Ar Kung-Fu, Pac-Man, Joust, Battlezone, Dig Dug, Robotron: 2084 и Missile Command се емулират през PlayStation Network и Microsoft Store. Емулаторите са еволюирали до такава степен, че вече могат да се използват и на мобилни устройства и дори през уебсайтове, които служат за онлайн емулатори.

## Индустрия
Освен в ресторанти и зали за видео игри, електронни игри също могат да се срещнат в боулинг зали, колежи, магазини, хотели, перални, кина, супермаркети, търговски центрове, летища, ледени дворци, павилиони, паркинги, барове/кръчми и др. Накратко, аркадните игри са много популярни на обществени места, където хората най-вероятно ще имат свободно време.
Американските Асоциация за машини за развлечение е търговска асоциация, създадена през 1981 г., която представлява индустрията,, включително 120 дистрибутори и производители.